# لونس ویگر
لونس ویگر (انگلیسی: Lones Wigger; ۲۵ اوت ۱۹۳۷ – ۱۴ دسامبر ۲۰۱۷) تیرانداز اهل ایالات متحده آمریکا بود.
وی در مسابقات کشوری و بین‌المللی در مجموع برندهٔ ۲ مدال طلا، ۱ مدال نقره شده‌است.